# حسن باشا التلي
حسن باشا التلي هو سياسي عثماني شغل منصب والي في الدولة العثمانية.

## مناصبه
تولى المناصب التالية:
- والي البوسنة (1591–22 يونيو 1593)